# Maximilian Entholzner
Maximilian Entholzner (* 18. August 1994 in Rotthalmünster, Landkreis Passau, Bayern) ist ein deutscher Leichtathlet, der sich auf den Weitsprung spezialisiert hat. Er absolviert auch Kurzsprints (100 und 200 Meter).

## Berufsweg
Ab Herbst 2014 studierte Entholzner International Business and Technology (früher Wirtschaftsingenieur) an der Technischen Hochschule Nürnberg Georg Simon Ohm.

## Sportliche Laufbahn
Maximilian Entholzner konkurrierte anfangs in der Jugendklasse in verschiedenen Lauf- und Sprungdisziplinen. 
2011 wurde er bei den Bayerischen Leichtathletik-Meisterschaften beim 110-Meter-Hürdenlauf U18-Meister sowie Zweiter im Weitsprung.
2012 belegte Entholzner bei den Bayerischen Leichtathletik-Meisterschaften in Erding in der U20-Klasse den zweiten Platz sowohl im Weitsprung als auch im Dreisprung und den dritten Platz über 110 Meter Hürden. Bei den Deutschen U20-Meisterschaften in Mönchengladbach kam er beim Weitsprung auf den 11. Platz.
2013 holte er sich im Weitsprung den 6. Platz bei den Deutschen U20-Hallenmeisterschaften in Halle (Saale) und den 4. Platz bei den Deutschen U20-Meisterschaften in Rostock. 
2014 gewann Entholzer die Deutsche U23-Vizemeisterschaft in Wesel mit neuem niederbayerischen Rekord von 7,70 m und belegte sechs Wochen später bei den Deutschen Meisterschaften in Ulm den 13. Platz.
2015 wurde im Januar bei Entholzner ein Leistenbruch festgestellt, aber die Schmerzen verschwanden trotz operativen Eingriffs nicht, woraufhin Mitte des Jahres ein Ermüdungsbruch im Beckenbereich diagnostiziert wurde, und er erst ab Dezember wieder voll trainieren konnte.
2016, wieder genesen, verbesserte Entholzer am 7. Mai in Bad Kissingen mit einem Sprung auf 7,81 m den 35 Jahre alten bayerischen Rekord der Altersklasse U23 um vier Zentimeter. Bei den Deutschen Meisterschaften in Kassel kam er auf den 10. Platz und wurde einen Monat später in Wattenscheid Deutscher U23-Meister.
2017 wurde Entholzer in Erfurt Deutscher Vizemeister. Im Laufe des Jahres stellte er zwei niederbayerische Männer-Rekorde auf. Mit 10,29 s unterbot er die 45 Jahre alte Bestmarke im 100-Meter-Lauf von Franz Prebeck (TSV Bogen). Im Weitsprung setzte Entholzer die niederbayerische Rekordmarke auf 7,92 m. Mit dieser Weite stand er Ende des Jahres an zweiter Stelle der deutschen Jahresbestenliste.
2018 wurde Entholzer in Nürnberg erneut Deutscher Vizemeister. Zuvor hatte er schon am 9. Juni beim Weitsprungmeeting in Oberteuringen mit 7,96 m und mit gleicher Weite am 30. Juni beim Weitsprungmeeting in Bad Langensalza die Norm von 7,95 m für die Europameisterschaften in Berlin erfüllt, wo er in der Qualifikation ausschied.
2019 konnte er Deutscher Hallenvizemeister werden.
2020 holte sich Entholzner den Titel sowohl bei den Deutschen Hallenmeisterschaften als auch bei den Deutschen Meisterschaften.
2021 konnte er den Titel bei den Deutschen Hallenmeisterschaften verteidigen und kam bei den Halleneuropameisterschaften in Toruń auf den 5. Platz. Am 29. Juni sprang Entholzner 8,12 m und erreichte damit zum ersten Mal die 8-m-Grenze.
Entholzner ist seit der Leistungssportreform 2017/18 im Perspektivkader des Deutschen Leichtathletik-Verbandes (DLV) und war zuvor im B-Kader des DLV.

## Vereinszugehörigkeiten
Maximilian Entholzner startet für den LAC Passau, der sich 2019 aus der Leichtathletikabteilung des 1. FC Passau bildete und war zuvor beim TuS Pfarrkirchen. 

## Bestleistungen
(Stand: 29. Juni 2021)

| Jahr | Halle  | Freiluft |
| ---- | ------ | -------- |
| 2011 | 6,68 m | 6,77 m   |
| 2012 | 6,59 m | 7,22 m   |
| 2013 | 7,06 m | 7,43 m   |
| 2014 | 7,27 m | 7,70 m   |
| 2015 | –      | –        |
| 2016 | –      | 7,81 m   |
| 2017 | –      | 7,92 m   |
| 2018 | –      | 7,96 m   |
| 2019 | 7,89 m | 7,84 m   |
| 2020 | 7,81 m | 7,97 m   |
| 2021 | 7,97 m | 8,12 m   |

Halle
- 60 m: 6,93 s (Fürth, 28. Januar 2017)
- Weitsprung: 7,97 m (Barcelona, 6. Februar 2021)

Freiluft
- 100 m: 10,29 s (+2,0 m/s) (Augsburg, 22. Juli 2017)
- 200 m: 21,06 s (Augsburg, 14. Juli 2019)
- Weitsprung: 8,12 (+2 m/s) (Castellón, 29. Juni 2021)[5]

## Erfolge (Weitsprung)
national
- 2012: 11. Platz Deutsche U20-Meisterschaften
- 2013: 6. Platz Deutsche U20-Hallenmeisterschaften
- 2013: 4. Platz Deutsche U20-Meisterschaften
- 2014: Deutscher U23-Vizemeister
- 2014: 13. Platz Deutsche Meisterschaften
- 2016: 10. Platz Deutsche Meisterschaften
- 2016: Deutscher U23-Meister
- 2017: Deutscher Vizemeister
- 2018: Deutscher Vizemeister
- 2019: Deutscher Hallenvizemeister
- 2020: Deutscher Hallenmeister
- 2020: Deutscher Meister
- 2021: Deutscher Hallenmeister

international
- 2018: Teilnahme Europameisterschaften
- 2021: 5. Platz Halleneuropameisterschaften